# Antecedents del cinema
Els antecedents del cinema són tots aquells aparells, materials, fenòmens, tècniques o processos que, mitjançant el seu desenvolupament i perfeccionament han propiciat l'aparició del cinema tal com es coneix en l'actualitat.

## Pintures rupestresfílmiques
El punt de partida del cinema el trobem a la prehistòria a les denominades pintures "fílmiques", tal com va demostrar el cineasta i arqueòleg Marc Azéman a la dècada dels 90.
Segons ell, la primera voluntat de representar imatges en moviment quedà impresa a les pintures rupestres de les parets de les coves del Paleolític.
Azéman ho descobrí quan durant una investigacions d'un fris de tres lleons que havia sigut trobat a la gruta de Vache, se li va ocórrer que potser es tractava d'un sol lleó en diferents posicions.
Sostingué la seva teoria mitjançant l'estudi de figures d'animals de les coves Lascaux que mantenien unes característiques semblants. Es tractava de figures tosques amb contorns poc definits que aparentaven tenir més caps o potes del que és habitual.
Això no responia a una ignorància o negligència sinó al fet que estaven expressament dibuixades d'aquesta manera amb la finalitat de generar una sensació de moviment mitjançant la llum de les torxes.2
A la nit, l'escassa lluminositat que hi havia a l'interior de les coves dificultava la percepció de les imatges. En moure la llum de les torxes, el cervell humà intentava processar les imatges que rebia de l'ull i creava sensació de moviment.
Es creu que daquesta manera narraven diferents històries com ara esdeveniments específics o oracions de caça.
Aquest procediment que pot semblar molt rudimentari, per a Azmàn representa l'ús de tècniques per part dels homes de la prehistòria d'assolir la percepció del moviment. La qual cosa el dugué a la conclusió que, des de l'home prehistòric ja està tot inventat, tal com declarà en una entrevista amb la diputació de València.

## Primers antecedents de projecció d'imatge

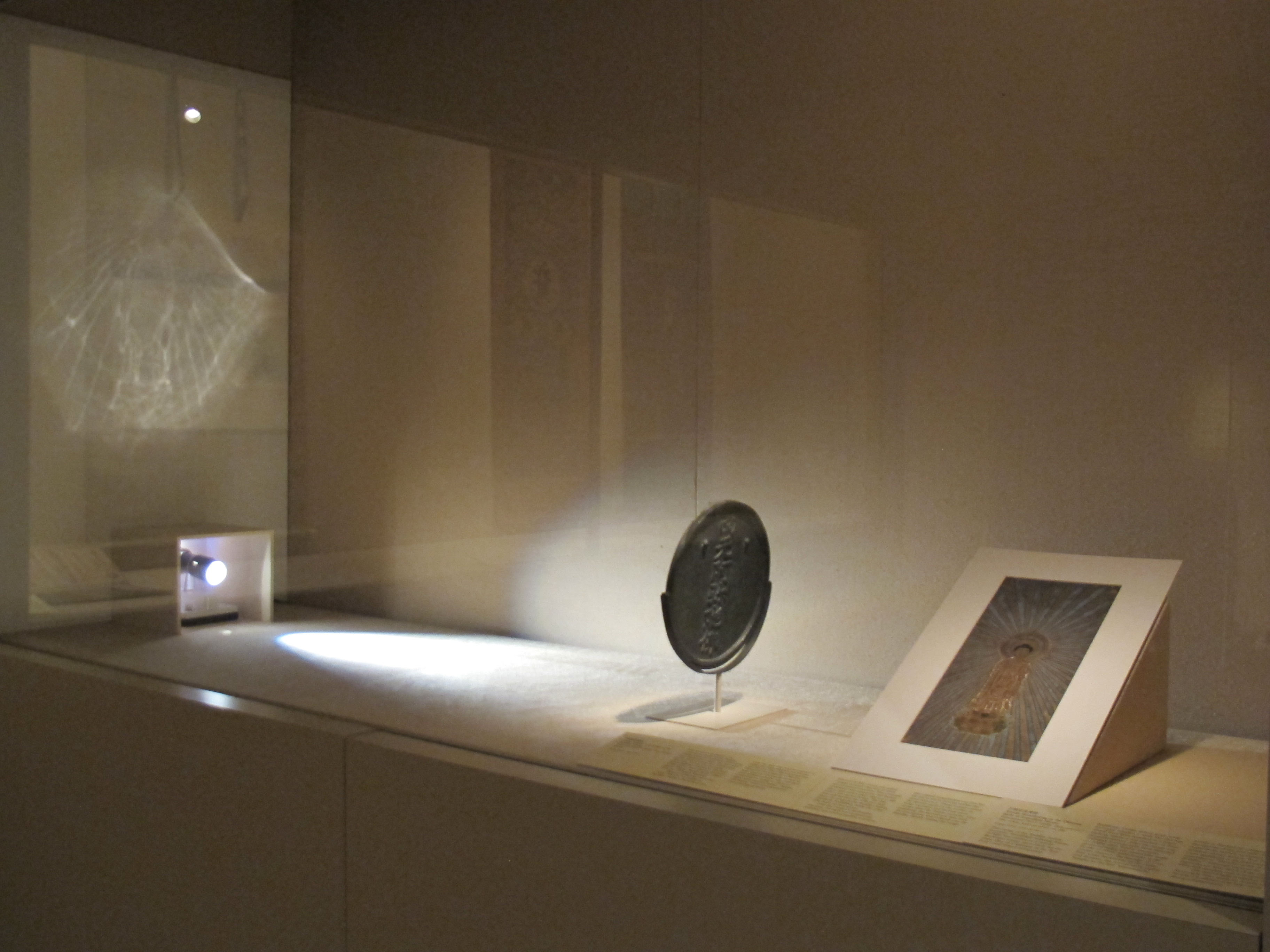
Mirall màgic reflectint un feix de llum

Els primers aparells que responen a una voluntat projectiva de la imatge se situen a la Xina. Aquests aparells eren unes esferes de metall que tenien perforacions amb figures que evocaven la naturalesa, figures de flors o animals. Aquestes esferes contenien en el seu interior una vela que estava fixada mitjançant un sistema d'anelles, que permetia que l'esfera pogués rotar mantenint la vela en un eix vertical, provocant una projecció en les parets de l'estada, que havia d'estar a les fosques perquè aquesta pogués apreciar-se.
En la societat oriental es va idear també un altre dispositiu, anomenat mirall màgic, que consistia en una superfície polida de tal forma que quan es feia incidir la llum en ella, projectava una imatge. Es tenia la falsa creença que el mirall reflectia la imatge que hi havia darrere d'ell. Això és a causa de la forma de polir el mirall i banyar-ho amb una amalgama de mercuri, que provoca que la superfície del mirall no sigui llisa, però que això sigui imperceptible per a l'ull humà, propiciant les projeccions en la paret quan la llum incideix sobre la seva superfície.

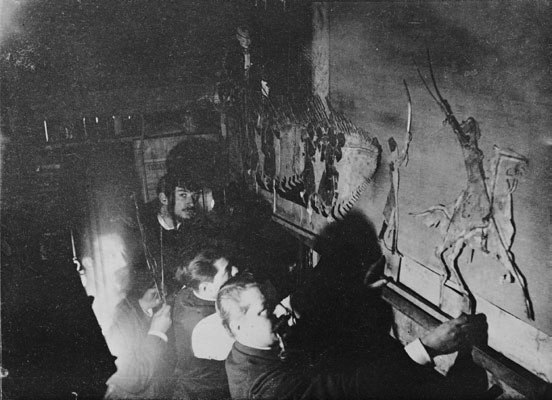
Teatre d'ombres en Le Chat Noir

També poden citar-se les ombres xineses, que consistien en un rudimentari mètode de projecció mitjançant una font de llum enfocada cap a una superfície que, obstaculitzada per algun element opac, projectava l'ombra d'aquest en la superfície. Aquest element que projectava l'ombra en la superfície podia anar des de les pròpies mans a complexes titelles i marionetes. També existeix documentació sobre aquest sistema de projecció d'ombres en Java i l'Índia.
A inicis del segle xvii aquests espectacles d'ombres van arribar a Europa Occidental. Coincidint amb l'aparició dels Panorames i Diorames, aquests espectacles d'ombres es van tornar molt populars, propiciant l'obertura de diversos teatres d'ombres. Van aconseguir certa notorietat internacional les representacions del teatre d'ombres a París, en el local Le Chat Noir, on Henri Rivière va crear sofisticats sistemes de representació d'escenes a través de buits o superposicions de color.

## Representacions immersives
Els panorames i diorames poden veure's com una evolució de la pintura, seguint la voluntat dels artistes de superar els límits de l'enquadrament.

### Panorama

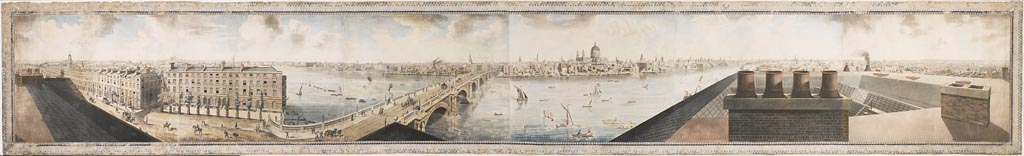
Panorama de Barker de la ciutat de Londres

A la fi de segle xviii comencen a aparèixer pintures de grans dimensions que representaven escenes com grans batalles. Va ser Robert Barker el primer a concebre la idea d'un quadre continu sobre la superfície interior d'una estructura cilíndrica al que posaria el nom de Panorama.
El primer Panorama de Robert Barker va ser una representació de la ciutat d'Edimburg en una exposició temporal l'èxit de la qual li va portar a inaugurar una exposició permanent a Londres.

### Panorama giratori
Aquest tipus de Panorama suposa una evolució pel que fa al seu predecessor en el sentit que afegia la sensació de moviment. Es tracta un llenç allargat que mitjançant la rotació de dues bobines, una que el desenrotllava i una altra que l'enrotllava, anava mostrant la imatge de forma fragmentada a l'espectador. John Banvard va ser un cèlebre pintor de panorames giratoris, destacant el panorama que va pintar del Mississipi en 1847.

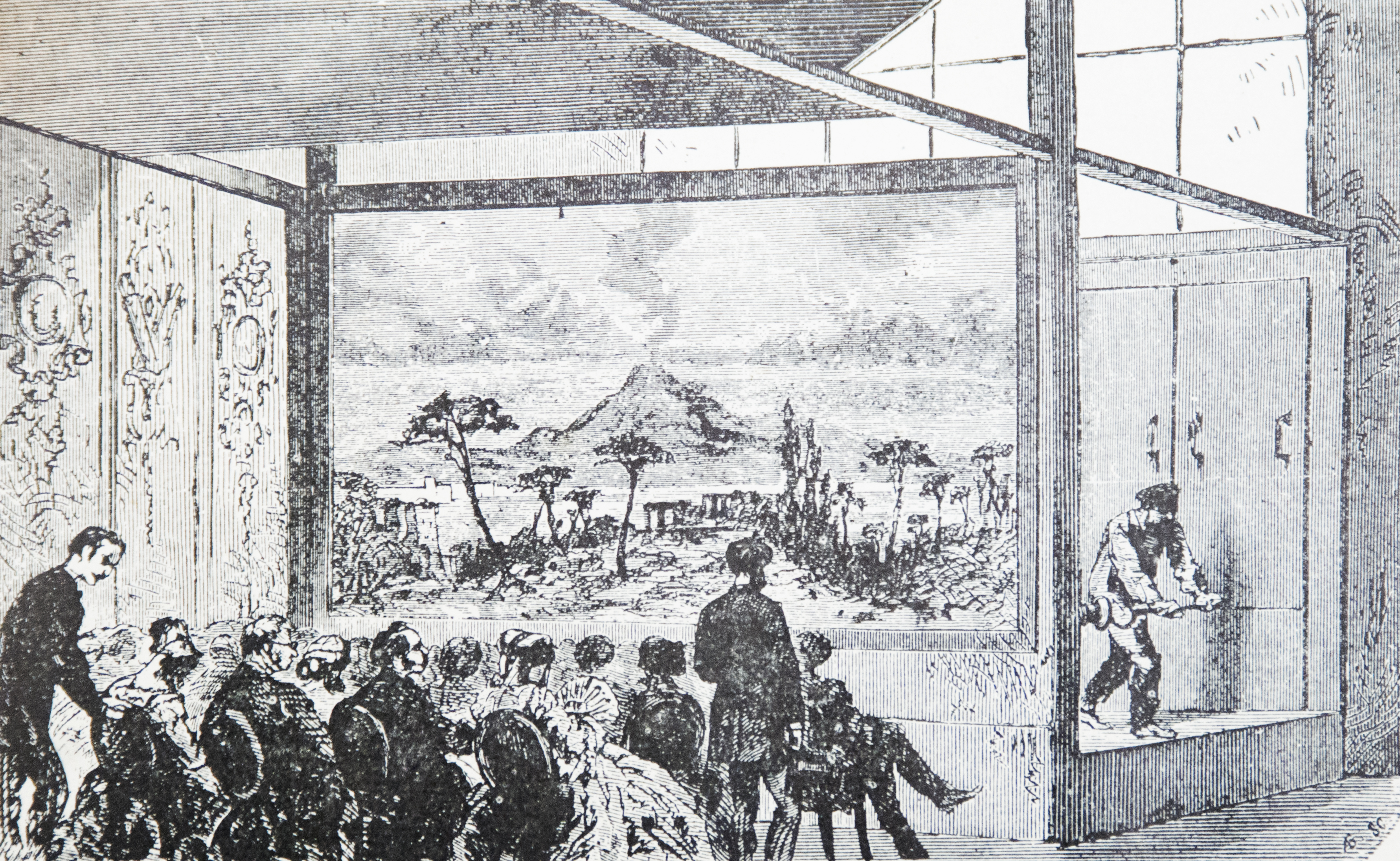
Dibuix de com funcionava el Diorama de Daguerre

### Diorama
El Diorama és un tipus de maqueta creat a París l'any 1822 per Louis Daguerre. Aquestes maquetes estaven conformades per figures i escenaris que tenien la intenció de representar una realitat. Per mitjà de processos mecànics i d'efectes d'il·luminació, aquestes maquetes podien representar la mateixa escena de dia o de nit, en diverses estacions de l'any o fer aparèixer i desaparèixer personatges.

### Eidophusikon

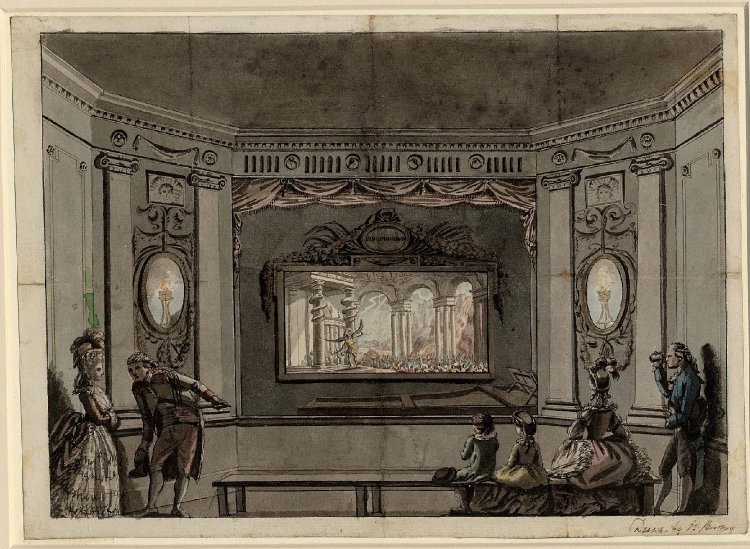
Dibuix del Eidophusikon

Era un teatre d'efectes que evoluciona de les ombres chinescas portades a Europa, creat per Philip James de Loutherbourg. Combinant la pintura, amb elements mecànics i a través de jocs de llums, podia crear representacions d'escenes animades.

## Il·lusió de moviment

### Joguines òptiques

#### Taumatrop
És una joguina òptica creada per W. H. Fitton i J. A. Paris en 1825 que consisteix en una superfície plana, circular o rectangular, amb un fil en cada extrem. En cadascuna de les cares de la superfície es fa un dibuix diferent i quan es fa girar l'aparell es veu una imatge que és el resultat de la superposició de les dues dibuixades.

Simulació de la visió d'un fenaquistoscopi girant

#### Fenaquistoscopi
És una joguina òptica creada per Plateu en 1832 que seguia, segons el seu creador, la teoria de la persistència de la visió. Consisteix en un disc en les vores del qual es fan una sèrie de dibuixos descomponent un moviment. En el disc hi ha també tantes ranures com a dibuixos a través de les quals es mira el disc girar reflectit en una superfície, la qual cosa provoca una il·lusió de moviment. Aquest artefacte ja introdueix el concepte d'obturació i la seva importància a l'hora de percebre el moviment. Sense les ranures a través de les quals mirar la seqüència de dibuixos únicament es venien tots ells girant com una taca borrosa, però a causa que l'espai entre ranures fa que el nostre ull no percebi el canvi entre dibuixos i únicament vegi el dibuix, la successió d'aquests a una velocitat adequada crea la il·lusió de moviment. Va ser el primer aparell que va permetre l'animació d'imatges.

#### Zoòtrop

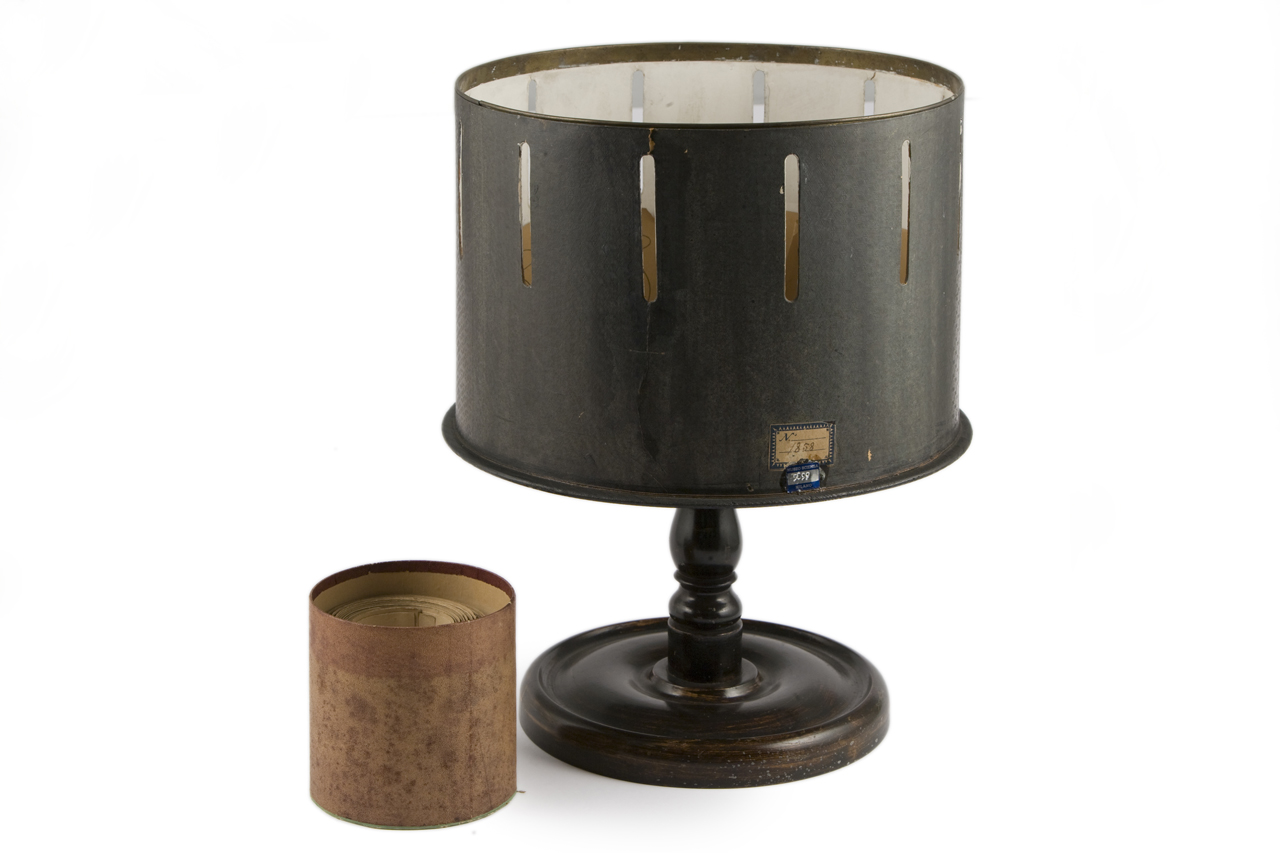
Zoótrop

És un dispositiu que sorgeix del perfeccionament del fenaquistoscopi creat per W.G. Horner en 1834. Consisteix en un cilindre que tènia una sèrie de ranures a través de les quals es mirava l'interior, on havia col·locada una tira de paper amb una sèrie de dibuixos descomponent un moviment. Els avantatges que presentava enfront del fenaquistoscopi és que aquestes tires de paper podien ser substituidas per altres amb diferents dibuixos, així com el fet que en aquest artefacte podien observar la simulació de moviment diverses persones al mateix temps.

#### Praxinoscopi
Fou creat per Émile Reynaud en el 1877 com a forma de perfeccionament del zoótrop. En lloc de les ranures del tambor, es col·loquen miralls a l'interior del cilindre que reflecteixen les imatges que hi ha a l'interior, el canvi entre miralls farà la funció de l'obturador en el paper que jugava abans la ranura a través de la qual es mirava, aconseguint una sensació de moviment més fluida. Al 1879 Reynaud perfecciona el seu invent afegint un dispositiu per contemplar el moviment a través d'un espiell on es veia un fons envoltant a les figures en moviment. Això va ser cridat el praxinoscopio-teatre, que suposaria el pas anterior a la creació del seu teatre òptic.

Animació de Pauvre Pierrot! del teatre òptic de Reynaud

### Émile Reynaud i el teatre òptic
Émile Reynaud es considera una figura molt important en la invenció del cinema, ja que va arribar a perfeccionar un sistema al 1892, el teatre òptic, que seria l'immediat predecessor d'aquest.
El teatre òptic consisteix en un espectacle de projecció amb dues llanternes màgiques utilitzant la tècnica de la sobreimpressió d'imatges, una per al fons i una altra per a les animacions.
La innovació principal que va aportar Reynaud i que suposaria tan important per al cinema és la incorporació d'un tipus de pel·lícula rudimentari, de cinta transparent, amb perforacions per facilitar l'arrossegament d'aquesta, i amb un sistema de dues bobines, una de la qual sortia la pel·lícula i una altra en la qual s'enrotllava. L'ús d'aquestes perforacions va ser clau posteriorment en la concepció del cinema. Aquest dispositiu creat per Reynaud configura un sistema molt similar al de la projecció cinematogràfica, amb la diferència que al cinema les imatges estan impreses en la pel·lícula, no dibuixades. Aquest detalli va ser el que va acabar comportant que el teatre òptic de Reynaud quedés desfasat quan va aparèixer el cinema, ja que era molt més difícil confeccionar les seves animacions pintant la cinta que no prendre-les de forma fotogràfica.

## Projeccions

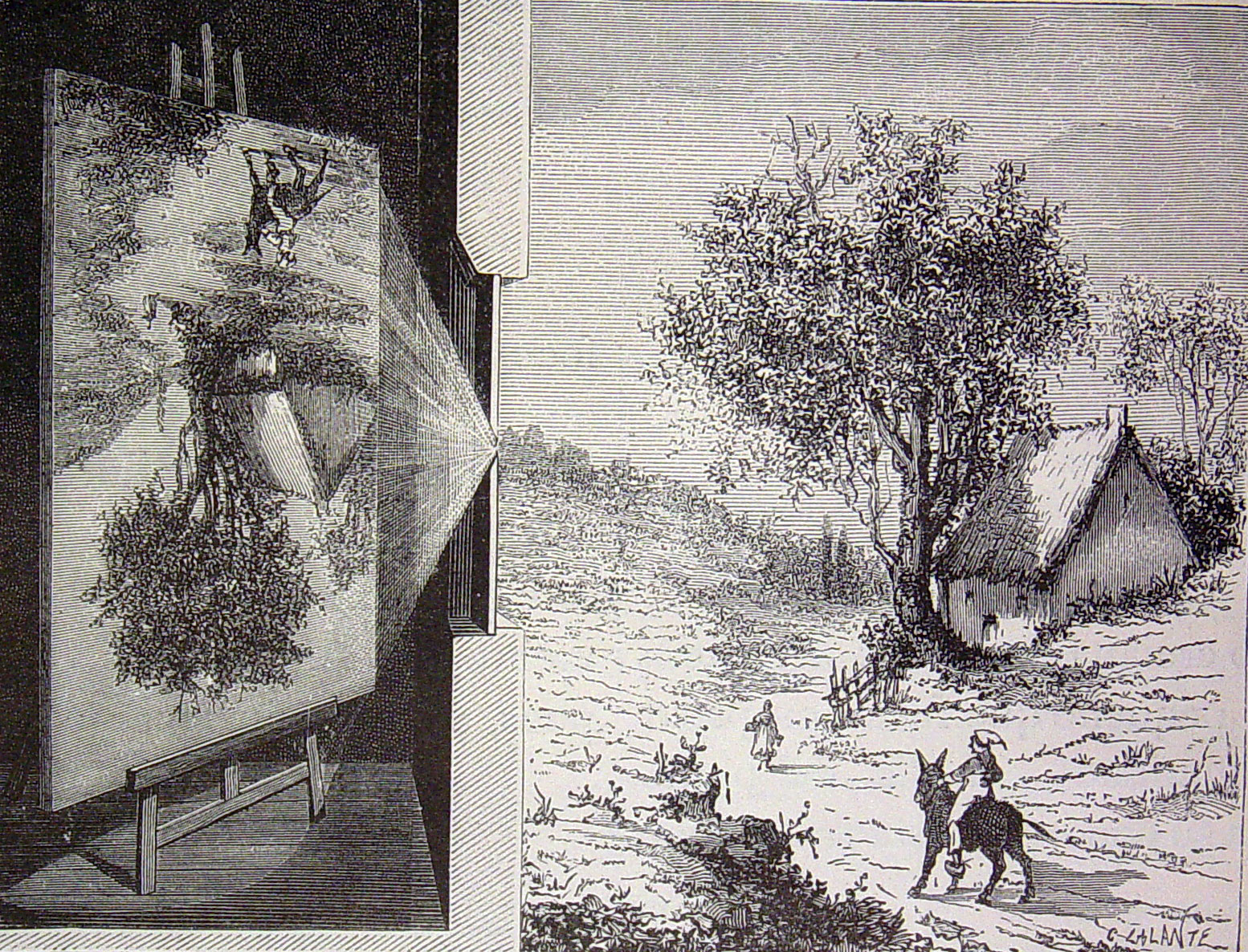
Dibuix de com funciona la cambra obscura

### Projecció interior: la cambra obscura
La cambra obscura és un instrument òptic que ha contribuït punt a la invenció de la fotografia com a la concepció de la projecció d'imatges del cinema a través d'un dels principis bàsics de l'òptica. És un dispositiu que permet obtenir la projecció d'una imatge en una superfície. Això es fa en un espai tancat i totalment a les fosques amb un únic orifici per on entra la llum, d'aquesta manera s'obté una projecció d'una imatge de l'exterior. Els seus usos han estat molt diversos, des d'un suport a través del qual pintar amb major exactitud la imatge projectada, passant per una sort d'espectacle projectiu, així com ha originat els mecanismes que actualment conformen la base de la fotografia.

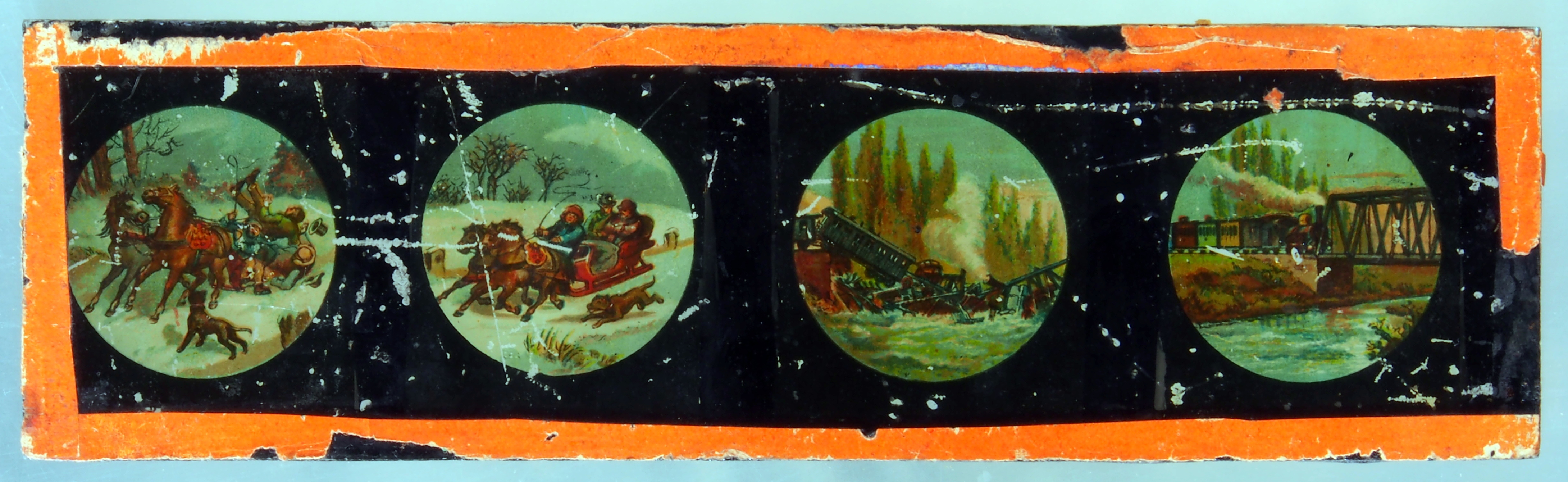
Imatges que es projectaven amb la llanterna màgica en suport de vidre

### Projecció cap a fora: la llanterna màgica
És un aparell òptic precursor del cinematògraf. Basat en el disseny de la cambra obscura, la llanterna màgica fa el procés oposat, amb una llum projectada des d'en interior de l'aparell es podrien projectar imatges pintades sobre plaques de vidre en una superfície exterior. Es desconeix amb exactitud la data de la creació de l'aparell, però la primera referència a un artilugio que projecta imatges és un manuscrit de Cristiaan Huygens en 1959. Les fonts de llum de la llanterna màgica han anat variant al llarg dels anys, conforme s'inventava un sistema millor, més segur i que permetia una projecció de més qualitat, des de les veles o lums d'oli fins al llum elèctric incandescent, passant per la llum de calci i la llum d'arc.

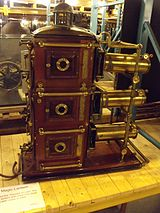
Triunial

El segle xix va comportar l'apogeu màxim de la tècnica en la llanterna màgica, ja que a causa del perfeccionament dels materials, de la llum i de complexos sistemes es creen llanternes màgiques capaces de projectar imatges de forma molt nítida i molt elaborades. Un d'aquests exemples de llanterna màgica moderna és el triunial.
Una de les variants d'espectacles amb llanterna màgica van ser les fantasmagoríes, una representació de motius terrorífics que Étienne-Gaspard Robert va posar de moda a la fi del segle xviii. Mitjançant algunes tècniques com la superposició de projeccions amb diverses llanternes màgiques o posant-les en un carro perquè poguessin moure's, s'aconseguien efectes amb els quals es pretenia sorprendre i aterrorizar el públic.

## Fotografia
El sistema de cambra obscura permetia la projecció d'imatges cap a l'interior, però no va ser fins a 1826 quan Joseph Nicéphore Niépce va aconseguir la impressió d'una imatge amb betum de Judea sobre un suport de peltre després de 8 hores d'exposició. Aquest procés va rebre el nom de heliografía.

### Daguerrotip
En 1939, partint dels resultats de Niépce, Louis Jacques Vaig manar Daguerre va aconseguir agilitzar el procés utilitzant iodur de plata per fixar una imatge en mitja hora sobre un suport de coure. Aquest procés va rebre el nom de Daguerrotip.

### Calotip
De forma paral·lela, en 1835 William Fox Talbot va desenvolupar un altre mètode que li permetia obtenir un negatiu sobre un paper fotosensible per una mescla de nitrat de plata amb àcid gálic. Aquest mètode es va patentar al 1841 com Calotip. Va ser el primer sistema de fotografia en negatiu, la qual cosa permetia la creació d'infinites còpies en positiu de la mateixa imatge a diferència del Daguerrotip, que únicament proporcionava una imatge en suport de coure.

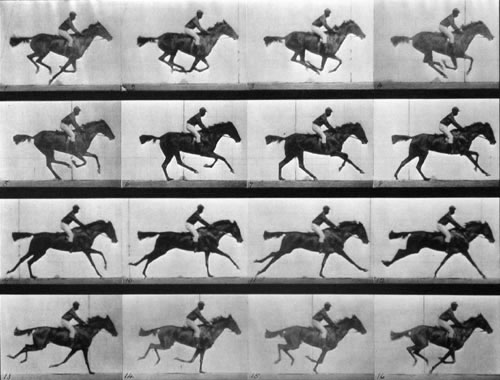
Fotografies preses per Muybridge amb la bateria de 12 càmeres.

### Eadweard Muybridge
A causa d'una aposta, Leland Stanford volia demostrar que durant el trascurso del galop d'un cavall hi havia un moment en què cap de les potes de l'animal estava en contacte amb el terra. A causa del seu renom com a fotògraf, se li va encarregar a Eadweard Muybridge la tasca de demostrar si Leland Stanford tenia raó o no.
Aquesta tasca li va portar a Muybridge sis anys de treball, ja que al principi els mètodes fotogràfics no eren prou precisos i la velocitat d'obturació era massa lenta com per captar el moviment. Finalment va dissenyar un mètode que consistia en la disposició de 12 càmeres en bateria que s'accionaven quan l'animal passava per davant i trencava el fil que disparava una fotografia per cadascuna de les càmeres. Muybridge va aconseguir llavors la primera cronofotografía l'any 1878, i de forma posterior a aquesta anècdota va iniciar una sèrie d'estudis del moviment a través d'ella.

### Étienne-Jules Marey
Impulsat per la seva voluntat d'estudiar el moviment de les aus, Marey va inventar el fusell fotogràfic en 1882, un dispositiu que li permetia realitzar una gran quantitat de fotografies a una velocitat d'obturació alta i en poc temps.
La capacitat de realitzar cronofotografía utilitzant un únic dispositiu, el fusell fotogràfic, també anomenat cronofotógrafo, és un dels precedents més immediat del sistema de captació de les càmeres cinematogràfiques. El suport inicial del cronofotógrafo, sobre el que es fa la impressió de les imatges que captava, eren discos de vidre. Això va canviar en 1885 quan la companyia Kodak va comercialitzar unes tires de paper fotogràfic amb una pel·lícula sensible i dissolució de gelatina, suport que Marey va adaptar ràpid al seu cronofotógrafo.
Amb aquest nou suport de paper, Marey havia d'afrontar un nou problema, aconseguir que les tires de paper estiguessin quietes el suficient temps davant de l'objectiu perquè a l'hora que es fes l'exposició no es mogués i, per tant, la fotografia no quedés moguda. Aquest problema el va solucionar amb la introducció d'un element que seria posteriorment decisiu per a la creació del cinema, la Roda de Ginebra, també anomenada creu de Malta, que accionava un mecanisme que mantenia fix el suport de la fotografia i ho deixava anar perquè es desplacés.
En 1889, la companyia Kodak torna a treure un nou suport, la pel·lícula de cel·luloide, que Marey adopta ràpidament en el seu cronofotógrafo.

## La invenció del cinema
Dels avanços tècnics quant a la captura de moviment de Muybridge i Marey, sorgeixen les bases que posteriorment propiciaran l'aparició del cinema.

### Thomas Alva Edison

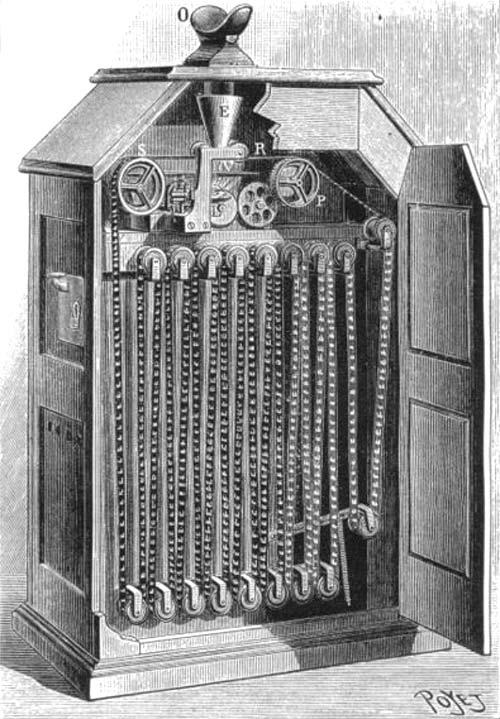
Dibuix d'un kinetoscopi

Molt influenciat pels treballs de Muybridge i Marey, Edison, emparat per tots els recursos que li propiciava la seva gran empresa, es dedica a perfeccionar la tècnica dels sistemes de captació de moviment, introduint un dels elements més importants, la perforació de les tires de cel·luloide, idea que adapta d'una patent seva, el telègraf automàtic. Aquestes perforacions permeten un sistema d'arrossegament intermitent ràpid que les tires de paper, que conformaven l'antic suport fotogràfic, no podien aguantar, però la pel·lícula de cel·luloide si. D'aquesta forma Edison va inventar el Kinetógraf al 1891. Al mateix any, Edison inventa i patenta també el Kinetoscopi, un sistema que consistia en un visor a través del qual es podien veure les pel·lícules gravades amb el kinetógraf.

#### Kinetógraf i Kinetoscopi
Aquests dos artefactes patentats per Edison ja utilitzaven pel·lícula de cel·luloide de 35 mm, la que s'utilitzaria posteriorment com a estàndard al cinema actual. El Kinetógraf si que captava les imatges basant-se en un sistema d'arrossegament intermitent del suport, no obstant això, el Kinetoscopio les reproduïa d'una manera contínua, amb un disc que tènia una escletxa que feia a l'efecte d'obturació i que proporcionava la sensació de moviment.
Aquest és el pas previ a la invenció del que avui dia coneixem com a cinema. El que li va faltar a Edison perquè el seu invent pogués considerar-se com a cinema va ser la voluntat de projecció d'aquestes imatges per a un visionat conjunt, idea que va rebutjar a causa que no li percebia potencial econòmic. També li faltava la incorporació de l'arrossegament intermitent a l'hora d'exhibir la pel·lícula, ja que l'arrossegament continu amb el sistema d'obturació que utilitzava el Kinetoscopi feia que perdés qualitat el visionat.

### Els germans Lumière
A mitjans de 1894, els Lumière van conèixer el kinetoscopi de Edison en una sala recreativa que aquest havia obert a París. Va ser llavors quan els Lumière, que eren amos d'una empresa de material fotogràfic, varen pensar en la possibilitat que aquestes imatges es projectessin perquè pogués veure-les més gent a l'hora.
El objetivo de los Lumière era crear un sistema de avance intermitente que permitiese estar a cada fotograma el tiempo suficiente delante de la luz para que su iluminación fuese mejor que la del kinetoscópio de Edison, así como para suprimir los saltos bruscos de movimiento provocados por el sistema continuo del kinetoscopio de Edison.
Una vegada resolt l'arrossegament intermitent i combinat amb un sistema d'obturació, en 1985 els germans Lumière inventen el cinematògraf, una maquina capaç de gravar i de projectar imatges en moviment. Aquesta utilitzava pel·lícula de 35 mil·límetres amb les bandes perforades i permetia projectar 16 imatges per segon. El dia 28 de desembre de 1895 es considera el de la invenció del cinema, coincidint amb la data en què els germans Lumière van fer la seva primera projecció amb públic de pagament.